# Kamienica przy ulicy Krakowskiej 4 w Mysłowicach
Kamienica przy ulicy Krakowskiej 4 w Mysłowicach – kamienica mieszkalno-usługowa w Mysłowicach, położona przy ulicy Krakowskiej 4, w dzielnicy Stare Miasto. 
Została wybudowana w latach 1902–1903 w stylu secesji i charakteryzuje się licznymi detalami architektonicznymi typowymi dla tego stylu. Występują tutaj takie detale, jak m.in. wstęgi, girlandy czy maszkarony. Wpisana jest do rejestru zabytków nieruchomych, a ochroną konserwatorską objęto cały budynek. 

## Historia
Budowa kamienicy przy ulicy Krakowskiej 4 przypadła na okres świetności rozwoju Mysłowic, trwający przez drugą połowę XIX i początki XX wieku, kiedy to miasto przekształciło się w ośrodek wielofunkcyjny. W tym czasie dokonano także znaczących przemian zarówno w układzie przestrzennym, jak i w samej zabudowie miasta. Do wybuchu I wojny światowej najbardziej reprezentacyjne budowle użyteczności publicznej powstawały w rejonie od Neuekirchstrasse (późniejsza część ulicy Krakowskiej) do Promenady, z czego przy tej pierwszej ulicy powstały wielkomiejskie kamienice mieszczańskie oraz gmach Królewskiego Sądu Obwodowego (niem. Königliches Amtsgericht). Sama natomiast kamienica przy ulicy Krakowskiej 4 została wybudowana w latach 1902–1903 według projektu J. Wedemana z Wrocławia. Inicjatorem budowy budynku był Mierzewski (bądź Mierzejewski).
W 1913 roku w kamienicy, przy ówczesnej Neuekirchstrasse 7 działał lekarz Arthur Blumenfeld, a także siedzibę miały Stowarzyszenie Zwalczania Gruźlicy Płuc (niem. Verein zur Bekämpfung der Lungentuberkulose) oraz Ojczyźniany Związek Kobiet (niem. Vaterländischer Frauenverein). Dr Arthur Blumenfeld, jeden z najbardziej znanych mysłowickich Żydów, opuścił miasto w 1922 roku i wyjechał do Gliwic. Vaterländischer Frauenverein w Mysłowicach został utworzony w 1901 roku. Działalność związku miała ograniczać się do akcji charytatywnych. Zrzeszał on kobiety z wyższych i zamożniejszych klas społecznych miasta, a na jego czele stała żona burmistrza Mysłowic, Maria Heuser.
Od czasu wzniesienia kamienicy przeszła ona liczne przebudowy, głównie w zakresie układu funkcjonalnego. Na przełomie lat 50. i 60. XX wieku poszczególne mieszkania, pierwotnie o bardzo dużych metrażach, zostały podzielone na mniejsze, a w każdym z nich wykonano łazienkę, a z czasem także instalacje centralnego ogrzewania.
W 2001 roku kamienica była własnością prywatną. 7 listopada 2003 roku kamienicę wpisano do rejestru zabytków nieruchomych. 
W 2013 roku w kamienicy funkcjonowały: I Zespół Kuratorskiej Służby Sądowej, kancelarie adwokackie, komornik sądowy, gabinet radcy prawnego, gabinet kosmetyczny, przychodnia weterynaryjna, cukiernia i sklep wielobranżowy. Na początku 2024 roku siedzibę w kamienicy dalej miały m.in.: I Zespół Kuratorskiej Służby Sądowej, komornik sądowy oraz przychodnia weterynaryjna.

## Architektura

### Charakterystyka i bryła budynku

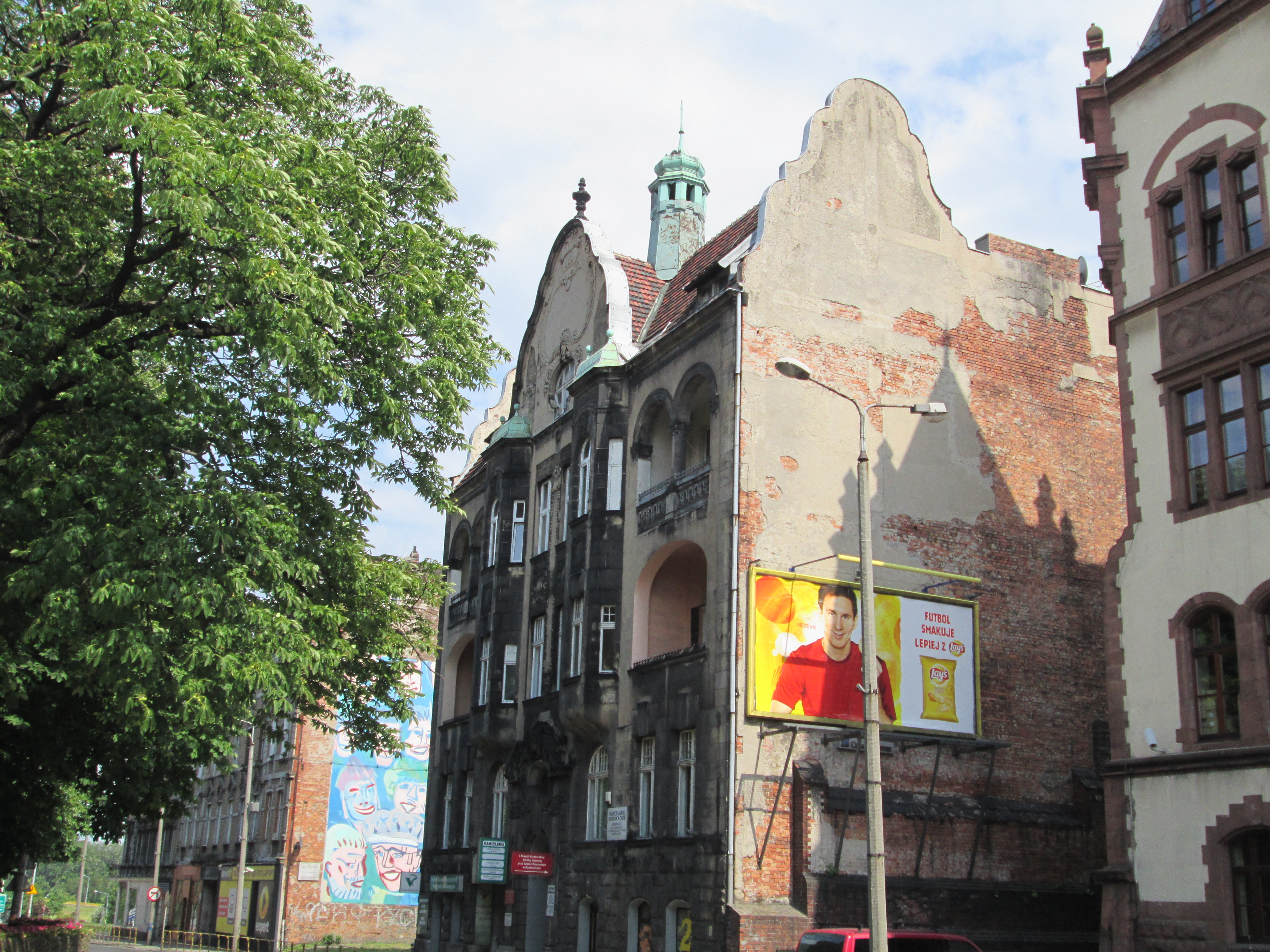
Kamienica widziana od strony zachodniej (2014)

Kamienica mieszkalno-usługowa położona jest przy ulicy Krakowskiej 4 w Mysłowicach, na terenie dzielnicy Stare Miasto. Położona jest ona w centrum miasta, na prostokątnej działce, z fasadą zwróconą w kierunku północnym. 
Jest to obiekt symetryczny, powstały na rzucie litery „U”. Składa się z budynku frontowego oraz dwóch oficyn od strony południowej, pomiędzy którymi znajduje się wąski zamknięty dziedziniec dostępny od strony północnej. Kamienica posiada cztery kondygnacje nadziemne, poddasze i częściowe podpiwniczenie. Powierzchnia całkowita budynku wynosi 3028 m², powierzchnia zabudowy 636 m², a kubatura 12354 m³. Kamienica od frontu zwieńczona jest dachem dwuspadowym o konstrukcji płatwiowo-słupowej krytym dachówką karpiówką, a oficyny stropodachem i dachem pulpitowym krytym papą. Na przecięciu kalenic facjaty i dachu głównego znajduje się wieżyczka zwieńczona hełmem z iglicą.
Kamienica została wzniesiona w technologii tradycyjnej. Mury piwnic i kondygnacji nadziemnych wybudowane zostały z cegły ceramicznej pełnej, elewacje frontowe częściowo wykończono tynkiem, a częściowo piaskowcem, cokół wzniesiono z bloków granitowych, elewacja tylna oraz elewacje oficyn licowane są białą cegłą glazurowaną, a elewacje boczne są ceglane.
Kamienica wpisana jest do rejestru zabytków nieruchomych pod nr. A 106/03 – granice ochrony obejmują cały budynek. Ponadto kamienica znajduje się wewnątrz wpisanego do rejestru zabytków nieruchomych pod nr. A 1183/72 układu urbanistycznego miasta Mysłowice.

### Architektura zewnętrzna

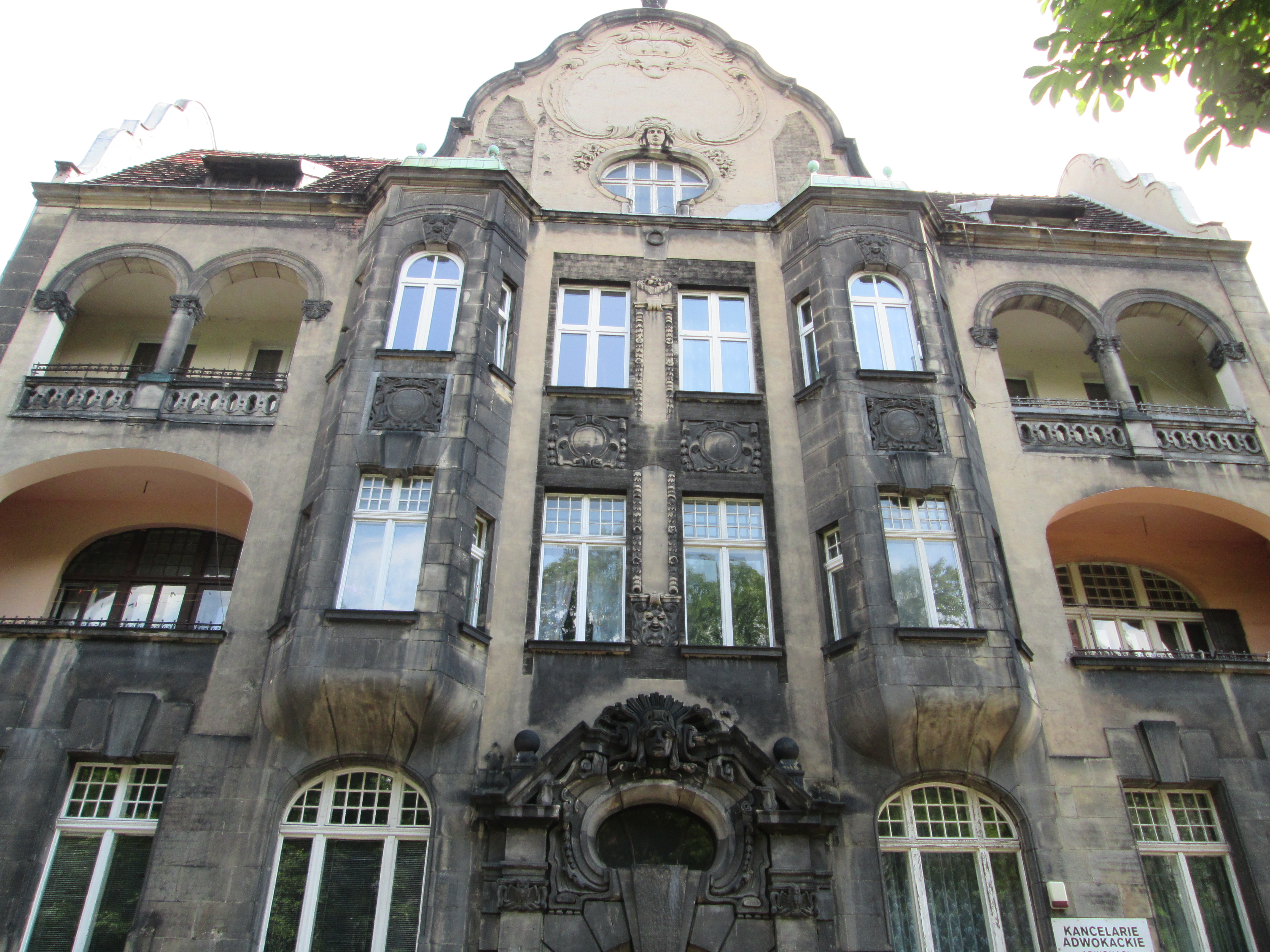
Fragment górnej części fasady kamienicy (2014)

Budynek architektonicznie reprezentuje styl secesyjny z elementami neobaroku.  
Fasada kamienicy jest bogata w detale architektoniczne i zdobienia typowe dla secesji, które są ze sobą spójne i świadczą o integralności jej wystroju. Jest ona symetryczna, o zróżnicowanej liczbie osi na poszczególnych kondygnacjach – od sześciu do ośmiu. Fasada jest zaakcentowana dwoma trójbocznymi wykuszami na poziomie drugiej i trzeciej kondygnacji oraz zwieńczona wysokim szczytem. 
Na parterze osadzone są otwory drzwiowe i okienne, zamknięte łukami odcinkowymi, z wtórną stolarką. W trzeciej osi znajduje się prostokątny otwór bramny, a w centralnej, czwartej osi główne wejście do kamienicy ujęte w kamienny portal sięgający wysokością poziomu wysokiego parteru. Dolna część portalu jest boniowana, a drzwi zostały osadzone w lekko wycofanym otworze zamkniętym łukiem pełnym i zwieńczonym masywnym zwornikiem. Po bokach portalu znajdują się dwa pilastry z głowicami zdobionymi przedstawieniami sów oraz ornamentem wstęgowym. Nad wejściem głównym znajduje się okno w kształcie elipsy opatrzone dekoracją w postaci głowy kobiecej wplecionej pomiędzy elementy wstęgi i kwiatów.

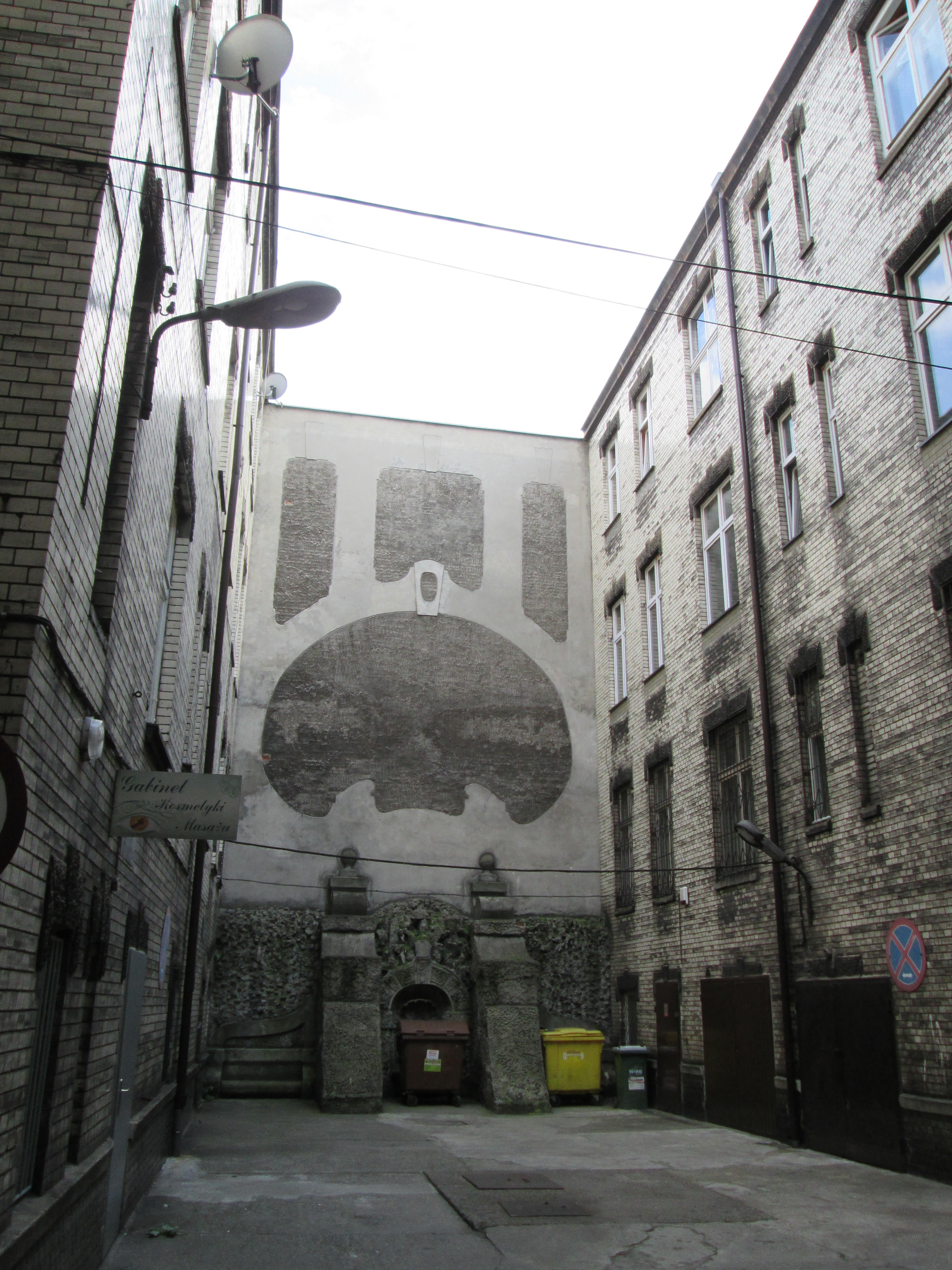
Dziedziniec kamienicy z widocznym na wprost murem z fontanną (2014)

W skrajnych osiach drugiej i trzeciej kondygnacji znajdują się dwie loggie o zróżnicowanych otworach – dolne, otwarte łukiem eliptycznym, posiadają pełną murowaną balustradę, natomiast górne mają układ biforyjny i są obudowane od frontu kamienną ażurową balustradą. Dwie osie (druga i piąta) wyznaczone są dwoma symetrycznymi trójbocznymi wykuszami, zaokrąglonymi u podstawy i zwieńczonymi blaszanymi hełmami z dwiema kulami każdy. W osiach wykuszy osadzono otwory okienne zwieńczone zwornikami. W centralnej części elewacji drugiej i trzeciej kondygnacji znajdują się cztery prostokątne otwory okienne (po dwa na piętro), które zostały ujęte prostokątną ramą, a pola pomiędzy nimi zdobione są płycinami o motywach roślinno-kwiatowych. Pośrodku, u podstawy dolnej płyciny znajduje się maszkaron, a u góry motyw w kształcie wazy.
Fasadę wieńczy facjata oddzielona gzymsem, zwieńczona szczytem o wklęsło-wypukłych konturach. W osi facjaty znajduje się eliptyczne okno z prostokątną podstawą ujęte w prostej, kamiennej opasce, zwieńczone dekoracyjnym motywem w postaci stylizowanej głowy kobiecej. Powyżej, w szczycie znajduje się tablica inskrypcyjna w bogatym obramieniu. Całość zamyka profilowany gzyms, ponad którym w osi usytuowano element wieńczący w postaci kamiennej wazy.
Elewacja tylna głównej części kamienicy jest trójosiowa, z dominującym półokrągłym ryzalitem w części centralnej przechodzący w zwieńczeniu w formę pięciokąta. W przyziemiu znajduje się prosty kamienny gzyms, w pierwszej i trzeciej osi osadzone są w większości prostokątne otwory okienne, a w dolnej części elewacji znajduje się dodatkowo prostokątny otwór bramny oraz wejście do kamienicy. Elewację wieńczy prosty kamienny gzyms.
Elewacja oficyny zachodniej jest prosta, niesymetryczna i dziewięcioosiowa. W osiach 1-7 osadzono otwory okienne o zróżnicowanej szerokości, które zostały podkreślone w zwieńczeniu tynkowanymi nadprożami. Na poziomie parteru znajdują się wtórne otwory drzwiowe oraz bramne (garażowe). W ósmej osi znajduje się wycofany łukowy ryzalit bocznej klatki schodowej. Elewację wieńczy profilowany gzyms. Elewacja oficyny wschodniej jest sześcio- i siedmioosiowa. Stanowi ona niemal lustrzane odbicie zachodniej oficyny z drobnymi różnicami w sposobie rozmieszczenia poszczególnych otworów.
W południowej granicy działki kamienicy znajduje się pełny ceglany mur, częściowo tynkowany, odpowiadający wysokością oficynom budynku. Lico muru w części górnej zdobione jest symetryczną kompozycją płycinową, a w przyziemiu znajdują się dwie masywne schodkowe przypory. Pomiędzy nimi umieszczona została fontanna osadzona w łukowej niszy, z muszlą w zwieńczeniu oraz kamienną misą u podstawy. Cały dziedziniec jest utwardzony betonem i pełnił on pierwotnie częściowo funkcję ogrodu, w części południowej zazielenionego, wydzielonego niskim metalowym ogrodzeniem, a północna część była utwardzona.

### Wnętrza i wyposażenie
Kamienica w części frontowej jest wielotraktowa. W strefie wejściowej sień jest sklepiona kolebkowo, z zachowanym pierwotnym wystrojem w postaci marmurowych schodów z mosiężnymi poręczami, posadzek z terakoty oraz dekoracji sztukatorskich na ścianach i sklepieniu. W głównej klatce schodowej znajdują się schody dwubiegowe o konstrukcji stalowej, z drewnianymi stopnicami i balustradami o tralkach tocznych z drewnianą profilowaną poręczą. Oficyny są natomiast dwutraktowe, z wąskimi podłużnymi korytarzami wzdłuż ścian zewnętrznych. 
W budynku zachowały się liczne oryginalne elementy wyposażenia, w tym m.in.: część oryginalnej stolarki drzwiowej i okiennej, parkiety w niektórych pomieszczeniach mieszkalnych czy dekoracje sztukatorskie na sufitach. Posadzki piwnic stanowią płasko układane cegły, w przejeździe bramnym znajduje się posadzka z żółtej terakoty, na parterze, natomiast w sieni i na klatce schodowej zachowane są oryginalne posadzki z dekoracyjnych płytek z terakoty. Ściany wewnętrzne są tynkowane.